# Laura Skujiņa
Laura Skujiņa (ur. 10 lipca 1987) – łotewska zapaśniczka walcząca w stylu wolnym. Brązowa medalistka mistrzostw świata w 2014, a także mistrzostw Europy w 2013. Wygrała mistrzostwa nordyckie w 2016. Mistrzyni Europy juniorów w 2005, a druga w 2006 roku.